# أوراكل أرينا
أوراكل أرينا (بالإنجليزية: Oakland Arena) هي ساحة داخلية تقع في أوكلاند، كاليفورنيا، الولايات المتحدة.